# Národní silnice 78 (Polsko)
Národní silnice 78 (polsky Droga Krajowa nr 78 nebo jen Droga Krajowa 78) je silnice I. třídy spojující vesnici Chałupki a město Chmielnik. Je dlouhá 230 km a vede přes Slezské a Svatokřížské vojvodství. Silnice 78 také spojuje obce, které se nacházejí v její blízkosti s letištěm Katowice.

## Vedení silnice
Silnice DK78 vede nebo míjí tato sídla (v závorce uvedeny navazující komunikace):
- Státní hranice Bohumin–Chałupki ( D1, Silnice I/58 )
- Chałupki (DK45)
- Wodzisław Śląski (DW933, DW932)
- Rybnik (DW920, DW925, DW929, DW935)
- Gliwice (A4, DK44, DK88, DW408, DW901)
- Zabrze (A1, DK94)
- Bytom
- Tarnowskie Góry (DK11, DW908)
- Pyrzowice, Letiště Katowice (A1, S1, DW913)
- Siewierz (DK1, DW793)
- Poręba
- Zawiercie (DW791, DW796)
- Szczekociny (DK46, DW795)
- Jędrzejów (S7, DK7)
- Chmielnik (DK73)